# Зальген
Зальген (нем. Salgen) — община в Германии, в земле Бавария.
Подчиняется административному округу Швабия. Входит в состав района Нижний Алльгой. Население составляет 1409 человек (на 31 декабря 2010 года). Занимает площадь 23,30 км².